# 더덕구이
더덕구이는 두들겨서 얇게 만든 다음 유장을 발라 한번 구워준 후 고추장양념을 발라 구운 채소류 구이의 음식이다.

## 같이 보기
- 더덕